# Bianca Kajlich
Bianca Kajlich (Seattle, 26 de marzo de 1977) es una actriz estadounidense.

## Primeros años
Bianca nació en Seattle, en el estado de Washington. Su padre es eslovaco y su madre es italiana, descendiente de ingleses. Se graduó en el Bishop Blanchet High School de Seattle, y fue a la Universidad Estatal de Washington, en Pullman.

## Carrera
Ha aparecido en películas como Bring It On, 10 Things I Hate About You, y Halloween: Resurrection. Ha actuado también en series de televisión como Boston Public, Dawson's Creek o la comedia Rules of Engagement.

## Filmografía

### Cine
| Año  | Título                     | Personaje                     | Notas                                      |
| ---- | -------------------------- | ----------------------------- | ------------------------------------------ |
| 1999 | 10 Things I Hate About You | Muchacha del café             |                                            |
| 1999 | This Is the Disk-O-Boyz    | Muchacha del centro comercial |                                            |
| 2000 | Bring It On                | Carver                        |                                            |
| 2002 | Halloween: Resurrection    | Sara Moyer                    |                                            |
| 2011 | 30 Minutes or Less         | "Juicy"                       | Aparición inicial como bailarina de vuelta |
| 2011 | Hard Love                  | Katy                          |                                            |
| 2015 | Dark Was the Night         | Susan Shields                 |                                            |
| 2015 | Drift                      | Samantha                      | Corto                                      |

### Televisión
| Año       | Título               | Personaje             | Notas                             |
| --------- | -------------------- | --------------------- | --------------------------------- |
| 1999      | Sorority             | Roxanne               | Película de televisión            |
| 2000      | Freaks and Geeks     | Muchacha con Piercing | "Noshing and Moshing" (T1, Ep 15) |
| 2000–01   | Boston Public        | Lisa Grier            | Recurrente (T1)                   |
| 2001      | Semper Fi            | Sharon Exler          | Película de televisión            |
| 2002      | Fastlane             | Sabrina 'Bree' Falson | "Get Your Mack On" (T1, Ep 9)     |
| 2002      | In My Opinion        | Lane                  | Película de televisión            |
| 2002–03   | Dawson's Creek       | Natasha Kelly         | Recurrente (T6)                   |
| 2003–04   | Rock Me Baby         | Beth Cox              | Personaje principal               |
| 2005      | Confession of a Dog  | Erika                 | Película de televisión            |
| 2006      | Vanished             | Anna                  | Película de televisión            |
| 2006      | More, Patience       | Mia                   | Película de televisión            |
| 2006      | In Justice           | Angela DiMarco        | "Victims" (T1, Ep 9)              |
| 2006      | Vanished             | Quinn Keeler          | Recurrente                        |
| 2007      | Psych                | Lindsay Leikin        | "Psy vs. Psy" (T2, Ep 3)          |
| 2007–13   | Rules of Engagement  | Jennifer Morgan       | Personaje principal               |
| 2014–16   | Undateable           | Leslie Burton         | Personaje principal               |
| 2017      | Curb Your Enthusiasm | Paula                 | "The Pickle Gambit" (T9, Ep 2)    |
| 2019–2021 | Legacies             | Sheriff Mac           | Recurrente (T2 - 3)               |
| 2019      | Bosch                | Christina Henry       | (T5, 8 Episodios)                 |
| 2020      | The Unicorn          | Danielle              | (Episodio 1)                      |